# (7168) 1986 QE2
(7168) 1986 QE2 es un asteroide que forma parte del cinturón de asteroides y fue descubierto el 28 de agosto de 1986 por Henri Debehogne desde el Observatorio de La Silla, Chile. Aún no ha recibido nombre definitivo.

## Características orbitales
1986 QE2 está situado a una distancia media del Sol de 2,249 ua, pudiendo acercarse hasta 1,931 ua y alejarse hasta 2,568 ua. Su inclinación orbital es 3,915 grados y la excentricidad 0,1416. Emplea en completar una órbita alrededor del Sol 1232 días. El movimiento de 1986 QE2 sobre el fondo estelar es de 0,2922 grados por día.

## Características físicas
La magnitud absoluta de 1986 QE2 es 14,2.